# Copiapó
Copiapó ist eine Stadt im Kleinen Norden Chiles in der Región de Atacama. Sie hat 150.962 Einwohner (Stand: 2017).

## Geografie und Klima
Copiapó liegt etwa 800 km nördlich von Santiago im Copiapó-Tal, das durch den Río Copiapó gebildet wird. Die Umgebung liegt in der Wüste Atacama und ist regenarm (12 mm/Jahr).
Die Ufernähe des Tals ist jedoch relativ fruchtbar. Die Stadt selbst wirkt daher recht grün.

## Geschichte
Bereits in vorspanischer Zeit lebten die Diaguita im Copiapó-Tal. 40 km südöstlich von Tierra Amarilla liegt der kleine Inkapalast La Puerta bei Los Loros.
Am 4. Juni 1536 erreichte Diego de Almagro das Copiapó-Tal. 1662 wurde ein Franziskanerkloster gegründet. Copiapó selbst wurde am 8. Dezember 1744 von José Antonio Manso de Velasco gegründet.
Im Jahr 1832 wurde die Silberlagerstätte Chañarcillo entdeckt. 1851 wurde eine Eisenbahn-Verbindung nach Caldera eingerichtet und am 25. Dezember eingeweiht. 1857 erhielt die Stadt eine Schule für Minenwirtschaft. Um 1870 endete der Silberrausch, der aus der Stadt ein kulturelles Zentrum gemacht hatte.
1859 kam es in Copiapó und Chañarcillo zur Revolución Constituyente. Der Minenbesitzer Emiterio Goyenechea führte in der Atacama-Region seine eigene Silberwährung ein. Die Stadt Copiapó prägte eigene Silber-Pesos und Centavos, weil sie sich von der Zentralregierung abspalten wollte. Die Regierung von Manuel Montt Torres entsandte daraufhin Truppen um die Revolution niederzuschlagen. Am 29. April 1859 schlug eine Armeeeinheit unter Leutnant Salvador Urrutia die Revolutionäre von General Pedro León Gallo bei La Serena.
1865 während des Spanisch-Südamerikanischen Kriegs 1865 wurden wiederum Copiapó-Pesos und Centavos geprägt.
Am 10. November 1922 wurde die Stadt von einem sehr schweren Erdbeben zu 40 % zerstört, ein weiteres Erdbeben am 3. August 1978 führte zum Einsturz von Gebäuden, 60 % der Häuser gelten als unbewohnbar.
Am 5. August 2010 ereignete sich ein Grubenunglück in der Kupfer- und Goldmine San José, 45 Kilometer nördlich von Copiapó. Dabei wurden 33 Menschen 700 Meter unter der Erdoberfläche eingeschlossen. Am 13. Oktober 2010 konnten alle mittels einer Rettungskapsel heraufgebracht werden.

## Sehenswürdigkeiten
Die Plaza de Armas zählt zu den schönsten Plätzen des Landes und ist von uralten Pfefferbäumen bewachsen. In der Stadt kann man eine der ältesten Lokomotiven Südamerikas, die Locomotora Copiapó besichtigen, diese verkehrte von 1851 bis 1860 zwischen Caldera und der Stadt.
Lohnend ist auch das Mineralogische Museum. Am Ufer des Río Copiapó liegt der Parque Pretil mit einem Wald und kleinen Tierpark. Viel über die Geschichte von Copiapó erfährt man auch im Museum Matta, welches zahlreiche Urkunden und Gegenstände aus der Familiengeschichte der berühmten Familie Matta beherbergt.
Touren in den Nevado Tres Cruces (Nationalpark) mit seinen 590 km² bieten sich insbesondere für Freunde der Berge an.

## Wirtschaft
Copiapó gilt als Zentrum des Bergbaus. Die Kupfer- und Eisen-Minen liegen südlich der Stadt bei Tierra Amarilla. Die Stadt liegt an der Panamericana. 15 km westlich von Copiapó liegt der Flughafen Aeropuerto Chamonate. Im Copiapó-Tal wird Wein angebaut.

## Söhne und Töchter der Stadt
- Luis Tirado (1906–1964), Fußballspieler
- Luis Aguirre Pinto (1907–1997), Komponist
- Raúl Toro (1911–1982), Fußballspieler
- Misael Escuti (1926–2005), Fußballspieler
- Adán Godoy (* 1936), Fußballspieler
- Rafael Prohens (* 1955), Politiker
- Óscar Arriaza (* 1956), Fußballspieler
- Cossa (* 1964), brasilianischer Fußballspieler und -trainer
- Juan Manuel Silva (* 1970), Fußballspieler
- Marcelo Vega (* 1971), Fußballspieler
- José Manuel Vicuña (* 1972), Fotograf
- Karen Gallardo (* 1984), Diskuswerferin
- Carlos Ross (* 1990), Fußballspieler
- Felipe Gallegos (* 1991), Fußballspieler
- Matías Soto (* 1999), Tennisspieler